# Louise Julie de Mailly-Nesle
Louise Julie de Mailly-Nesle, (1710, a París - 1751, a París) a ser una favorita (Maîtresse royale9 del rei Louis XV de França. Era filla de Louis III de Mailly-Nesle (1689-1767) i de la seva esposa Armande Félice de La Porte Mazarin (1691-1729), era neta d'Hortense Mancini i reneboda del Cardenal Mazarin.

## Biografia
Es va casar l'anuy 1726 amb un cosí germà del seu pare, Louis-Alexandre de Mailly-Nesle, comte de Mailly (1699-1748) no van tenir fills, vaesdevenir la primera favorita de Louis XV l'any 1733, però el seu adulteri no va ser conegut per la gent fins a 1737
Madame de Mailly, poc bonica però amb grans qualitats del cor, va ser una favorita discreta, respectuosa amb la reina.
Va ser substituïda successivament per les seves dues germanes, Pauline Félicité de Mailly-Nesle, comtesse de Vintimille (1735) i Marie-Anne de Mailly-Nesle, marquise de la Tournelle.
Morí en la pobresa el 5 de març de 1751 a París.